# Schattengare
Schattengare ist ein Begriff aus Hortikultur sowie Land- und Forstwirtschaft. Schattengare bezeichnet die durch Bodenbedeckung (Schatten) entstehende Bodengare der Bodenkrume.
Bodengare ist der für Kulturpflanzen günstige Zustand des Bodens, bei dem alle physikalischen, chemischen und biologischen Vorgänge (Bodenpilze sowie Mikroflora, Mikrofauna, Würmer und Insekten betreffend) optimal ablaufen.
Kennzeichen eines garen Bodens sind die lockere Krümelstruktur (2 – 4 mm) und dunkle Färbung infolge des hohen Humusgehaltes (Dauerhumus).
Im Gegensatz zur Frostgare kann die Schattengare durch Mulchen, Kompostdüngung und pfluglose Anbausysteme (Mulchsaat, Direktsaat) gefördert werden.